# VI Sínodo de Santiago de Chile
El VI Sínodo Diocesano de Santiago de Chile fue una reunión convocada por el obispo de Santiago Manuel de Alday y Aspee el 18 de mayo de 1762 mediante ocho edictos convocatorios destinados a la curia provincial y uno adicional el 2 de diciembre del mismo año al clero y otros potenciales asistentes; su inicio tuvo lugar entre el 4 de enero y el 18 de marzo de 1763, y el objetivo principal fue el estudio de la situación religiosa y moral de la diócesis adoptando diversos acuerdos relacionados con ésta; en particular, recogió casi todos los temas de su predecesor realizado en 1688, y fue el último que se realizó en Santiago durante la época de la colonia.
Este sínodo, constituye una de las seis reuniones de su tipo celebradas en Santiago durante la dominación española, y considera 179 constituciones en 20 títulos.
Además, junto con el texto del V Sínodo de Santiago, ejerció influencia en el derecho sinodal chileno del período colonial, mientras que en lo relativo a los aspectos doctrinales traspasables a la población, éstos estuvieron vigentes durante gran parte del siglo XIX.

## Temas
Dentro de los temas que recogió el documento sinodal que se publicó el 15 de abril de 1763 —autorizado mediante documento expedido por la Real Audiencia de Santiago el 12 de abril de 1763—, se encuentra una actualización de los tópicos de su predecesor que se realizó en 1688, entre los que estuvieron la promoción de la fe católica, la adaptación de la disciplina eclesiástica a las necesidades y métodos de la época y el abordaje de las costumbres y fiestas populares, entre otros.
Además, fue el primer texto eclesiástico que reafirmó las primeras disposiciones reglamentarias de la figura de los «fiscales» plasmadas en el sínodo anterior —institución laical aún vigente solo en el archipiélago de Chiloé con el mismo título—, particularmente en el Título X «de parrochis-ruralibus» constituciones cuarta y quinta, y el Título XIX «de indis, et vicinis, commendam habentibus» constitución catorce.